# Inédito (альбом Антониу Карлоса Жобина)
Inédito — альбом бразильского музыканта Антониу Карлоса Жобина, выпущенный в 1995 году на лейбле Ariola Records.

## Об альбоме
Альбом был записан в 1987 году по предложению промышленного конгломерата Odebrecht. Жобим работал над записями примерно в то же время, что и Passarim (Verve, 1987), который стал его первым альбомом за семь лет. Проектом руководили Вера де Аленкар, подруга Жобима и музеевед, ответственная за его музыкальный архив и документы, и Жайро Севериану, известный историк бразильской популярной музыки.
Двойной альбом из 24-х песен был издан в виде бокс-сета с 4-страничным буклетом на португальском и английском языках и текстами новых песен, а также с книгой «Том Жобин» Сержио Кабралы на 320 страницах. Четыре тысячи копий издания, получившего название Tom Jobim, были розданы школам, библиотекам, музеям и клиентам Odebrecht.
Через год после смерти Жобина его семья достигла соглашения с Odebrecht о выпуске альбома для широкой публики. Релиз получил название Inédito и был издан на компакт-диске с иллюстрированным 38-страничным цветным буклетом. Также издавался под названием The Unknown.

## Отзывы критиков
| Оценки критиков | Оценки критиков |
| Источник        | Оценка          |
| --------------- | --------------- |
| AllMusic        | [ 2 ]           |

В своём обзоре для AllMusic Ричард С. Джинелл написал: «Чувство саудаде занимает центральное место в подарке Жобина самому себе на день рождения — позже он сказал, что это был его любимый альбом, — и все ценители должны попытаться найти его». The Daily Telegraph назвала альбом «утраченной жемчужиной лучшего автора песен Бразилии», а критик Марк Хадсон написал в своей рецензии, что «переиздание экстраординарного, но малоизвестного альбома сумеречных лет Жобина проливает новый свет на эту увлекательную фигуру и на весь феномен боссы». Музыка Жобима «сияет в руках своего вечного хозяина», — написали в Philadelphia Weekly. «Для тех, кто знаком с этим увлекательным, дружественным к джазу жанром, сюда включены хорошо известные композиции Жобина: „Wave“, обдуваемая прибрежным бризом, бодрый „Desafinado“ и, конечно, вездесущая „Garota de Ipanema“, которую Жобин переделал в новую акустическую версию. Также включены несколько менее известных композиций, от задумчивого вальсового фортепианного соло „Imagina“ до энергичного „Derradeira Primavera“». В рецензии The Wall Street Journal назвали альбом «полностью реализованной жемчужиной … Песни в быстром темпе с любовью переработаны … а исследования более задумчивых, мрачных работ Жобина поразительно эффективны. Inédito отражает широту и глубину замечательного творчества Жобина, которое остается источником процветающего музыкального движения».

## Список композиций
Все песни написаны Антониу Карлосом Жобином, авторы слов отмечены в скобках. Исключением является песня «Modinha (Seresta n˚ 5)», написанная Мануэлом Бандейрой и Эйтором Вила-Лобосом.
1. «Wave» — 2:48
2. «Chega de Saudade» (Винисиус ди Морайс) — 3:49
3. «Sabiá» (Шику Буарки) — 3:19
4. «Samba do Avião» — 3:24
5. «Garota de Ipanema (The Girl from Ipanema)» (Винисиус ди Морайс) — 4:02
6. «Retrato Em Branco E Preto» (Шику Буарки) — 2:05
7. «Modinha (Seresta n˚ 5)» — 2:54
8. «Modinha» (Винисиус ди Морайс) — 2:15
9. «Canta, Canta Mais» (Винисиус ди Морайс) — 3:59
10. «Eu Não Existo Sem Você» (Винисиус ди Морайс) — 2:44
11. «Por Causa de Você» (Долорес Дюран) — 2:24
12. «Sucedeu Assim» (Мариу Пинту) 2:31
13. «Imagina» (Шику Буарки) — 1:52
14. «Eu Sei Que Vou Te Amar» (Винисиус ди Морайс) — 1:51
15. «Canção do Amor Demais» (Винисиус ди Морайс) — 1:42
16. «Falando de Amor» — 3:53
17. «Inútil Paisagem» (Алойзиу ди Оливейра) — 2:48
18. «Derradeira Primavera» (Винисиус ди Морайс) — 2:16
19. «Canção em Modo Menor» (Винисиус ди Морайс) — 2:20
20. «Estrada Do Sol» (Долорес Дюран) — 3:12
21. «Águas de Março (Waters of March)» — 3:36
22. «Samba de Uma Nota Só» (Ньютон Мендонса) — 3:00
23. «Desafinado» (Ньютон Мендонса) — 2:55
24. «A Felicidade» (Винисиус ди Морайс) — 3:51

## Участники записи
- Акустическая гитара — Паулу Жобин
- Бас — Себастьян Нету
- Виолончель — Жак Мореленбаум
- Барабаны — Паулу Брага
- Флейта — Данило Каймми
- Фортепиано, вокал — Антонио Карлос Жобин
- Тромбон — Дэвид Сакс
- Вокал — Ана Лонтра Жобин, Элизабет Жобин, Мауша Аднет, Паула Мореленбаум, Симоне Каймми